# Oliver Tobias
Oliver Tobias Freitag (ur. 6 sierpnia 1947 w Zurychu, w Szwajcarii) – brytyjski aktor filmowy i telewizyjny.

## Życiorys

### Wczesne lata
Urodził się w Zurychu jako syn austriacko-szwajcarskiego aktora Roberta Freitaga (1916–2010) i niemieckiej aktorki Marii Becker (1920–2012). W wieku ośmiu przeniósł się do Wielkiej Brytanii. Uczęszczał do East 15 Acting School w Loughton (1965-68) i Ecole de Dance w Zurychu. Dorastał z braćmi - Christopherem (popełnił samobójstwo w wieku 20 lat) i Benedictem (ur. 1952).

### Kariera
W 1968 pojawił się w oryginalnej londyńskiej produkcji Hair, w roli Bergera. Zagrał potem na scenie w Amsterdamie w operze rockowej (1969) i w produkcji w Tel Awiw-Jafa (1970). W niemieckiej wersji Jesus Christ Superstar wystąpił w roli Judasza. Po debiutanckiej roli filmowej w komedii Artur! Artur! (Arthur! Arthur!, 1969) z Shelley Winters i Donaldem Pleasence, zagrał w dramacie przygodowym Abrahama Polonsky'ego Romans koniokrada (Romansa konjokradice, 1971) u boku Yula Brynnera, Jane Birkin i Serge'a Gainsbourga. W 1974 i 1976 roku otrzymał niemiecką nagrodę Bravo Otto.
W adaptacji bestsellerowej powieści autorstwa Jackie Collins Ogier (The Stud, 1978) z Joan Collins zagrał londyńskiego bawidamka.
W melodramacie wojennym z elementami komedii Chłopcy malowani (The Brylcreem Boys, 1997) wystąpił w roli oficera niemieckiego w obozie jenieckim.

### Życie prywatne
Był żonaty z Camillą Ravenshear, z którą ma dwie córki - Angelikę i Celeste. W 2001 poślubił pochodzącą z Polski Arabellę Zamoyską, z którą ma syna Felixa (ur. w czerwcu 2008).

## Wybrana filmografia

### Filmy fabularne
- 1969: Arthur! Arthur! jako Peter 'Bobo' Jackson
- 1971: Romansa konjokradice jako Zanvill Kradnik
- 1971: Szkoda, że jest dziwką (Addio fratello crudele) jako Giovanni
- 1974: The God King jako Generał Migara
- 1975: Król Artur - Młody wojownik (King Arthur, the Young Warlord) jako Artur
- 1977: Ein Glas Wasser (TV) jako Masham
- 1978: Ogier (The Stud) jako Tony Blake
- 1979: Przygoda arabska (Arabian Adventure) jako książę Hasan
- 1979: Napad (A Nightingale Sang in Berkeley Square) jako Foxy
- 1983: Niedobra pani (The Wicked Lady) jako Kit Locksby
- 1985: Ostatni taniec Maty Hari (Mata Hari) jako Georges Ladoux
- 1986: A Dangerous Kind of Love (TV)
- 1986: Cobra Mission jako Richard Wagner
- 1987: Johann Strauss - Niekoronowany król (Johann Strauss - Der König ohne Krone) jako Johann Strauss
- 1991: L'ultima meta jako Cliff Gaylor
- 1997: Chłopcy malowani (The Brylcreem Boys) jako Hans Jorg Wolff
- 1997: Waterloo Sharpe’a (Sharpe's Waterloo, TV) jako Rebeque
- 1999: Wielka niedźwiedzica (Grizzly Falls) jako Genet
- 1999: Gdy zapada zmrok (Darkness Falls) jako dealer rynku pieniężnego Simpson
- 1999: Alec sam na wakacjach (Alec to the Rescue) jako Profesor Richards
- 2001: Der Bestseller - Millionencoup auf Gran Canaria (TV) jako
- 2004: Method jako Teddy
- 2008: Hunkeler macht Sachen (TV) jako Thomas Garzoni
- 2012: Tragedia Makbeta (The Tragedy of Macbeth) jako Porter
- 2012: Eldorado jako Dick Wheeler
- 2016: Armia tatuśka (Dad's Army) jako Canaris

### Seriale TV
- 1972-73: Arthur of the Britons jako Arthur
- 1975: Thriller jako Alan Smerdon
- 1976: Luke's Kingdom jako Luke Firbeck
- 1977: Jezus z Nazaretu (Jesus of Nazareth) jako Joel
- 1981: Dick Turpin jako Noll Bridger
- 1981: Przemytnik (Smuggler) jako Jack Vincent
- 1984: Hammer House of Mystery and Suspense jako Derek Tucker
- 1984: Robin z Sherwood (Robin of Sherwood) jako Bertrand de Nivelle
- 1986: Powrót Sherlocka Holmesa (The Return of Sherlock Holmes) jako Kapitan Croker
- 1988: Boon jako Jonathan Hillary
- 1990: Papierowy bohater (The Paper Man) jako Ian Harris
- 1995: Rosamunde Pilcher jako Hugh
- 2000: Lucy Sullivan Is Getting Married jako Leo
- 2000: Klinik unter Palmen jako dr Rudolfo Garcia
- 2001: Dr. Terrible's House of Horrible jako Milton Rosenberg
- 2001: Comedy Lab jako wujek Tony
- 2002: Szpital Holby City jako Jim Frost
- 2005: Unter weißen Segeln jako Yussuf Arazi
- 2006: Schöni Uussichte jako Jochen Peters
- 2007: Mord in bester Gesellschaft jako Komisarz Ricardo Costa-Cruz
- 2007: Rosamunde Pilcher jako Roger Prentiss